# European Association of Zoos and Aquaria
La European Association of Zoos and Aquaria (EAZA) è un'organizzazione che associa zoo e acquari di vari Stati, principalmente (ma non esclusivamente) europei.
L'iscrizione è aperta agli zoo e acquari europei che intendono aderire agli standard dell'EAZA.
Gli acquari e zoo associati si trovano nei seguenti Paesi: Austria, Belgio, Croazia, Repubblica Ceca, Danimarca, Estonia, Finlandia, Francia, Germania, Grecia, Ungheria, Irlanda, Israele, Italia, Kazakistan, Kuwait, Lettonia, Lituania, Paesi Bassi, Norvegia, Polonia, Portogallo, Russia, Slovacchia, Spagna, Svezia, Svizzera, Turchia, Ucraina, Emirati Arabi Uniti, Stati Uniti d'America e Regno Unito.
La missione dell'EAZA consiste nel promuovere la cooperazione per la conservazione delle specie animali.
Dell'EAZA fanno parte i seguenti zoo italiani: Zoom Torino, Parco faunistico "La Torbiera", Parco Natura Viva, Parco Zoo Punta Verde, Zoo delle Maitine, Parco Faunistico Valcorba, Giardino zoologico di Pistoia, Parco Zoo Falconara, Parco faunistico Le Cornelle e Bioparco di Roma, i seguenti acquari: Acquario di Genova e il parco Zoomarine.